# Nycticorax caledonicus crassirostris
Nycticorax caledonicus crassirostris – wymarły podgatunek ślepowrona rdzawego, ptaka brodzącego z rodziny czaplowatych (Ardeidae). Zamieszkiwał Wyspy Bonin leżące na Pacyfiku, należące do Japonii.

## Cechy podgatunku
Średniej wielkości czapla o krępej budowie. Ptaki te osiągały wielkość do 61 centymetrów. Wierzch głowy był czarny, wyrastały z niego dwa ozdobne białe pióropusze, które sięgały do tułowia. Grzbiet barwy brązowo-cynamonowej, brzuch biały. Nogi i stopy barwy pomarańczowej, dziób czarny. W porównaniu z podgatunkiem nominatywnym Nycticorax caledonicus caledonicus miał większy i silniejszy dziób.

## Odkrycie
Nycticorax caledonicus crassirostris został opisany przez Nicholasa Aylwarda Vigorsa w 1839 roku na podstawie raportów pruskiego rysownika Heinricha von Kittlitza i kapitana brytyjskiej marynarki wojennej Fredericka Williama Beecheya w trakcie podróży statkiem HMS Blossom w 1828 roku.

## Pożywienie
Pokarm stanowiły przede wszystkim ryby, owady i małe żółwie.

## Występowanie i biotop
Jedynym znanym miejscem występowania Nycticorax caledonicus crassirostris były dwie wyspy z grupy Wysp Bonin, tj. Chichi-jima i Nakōdo-jima. Siedliskiem tych ptaków były plaże i bagna. Gniazdował na niskich drzewach.

## Wymarcie
Nycticorax caledonicus crassirostris posiada obecnie status podgatunku wymarłego (EX). Wymarł niespełna 50 lat po jego opisaniu. Ostatni okaz schwytano w 1889 roku na wyspie Nakōdo-jima. Obecnie istnieje sześć okazów muzealnych, po jednym w Londynie i Bremie oraz cztery w Petersburgu. Najbardziej prawdopodobną przyczyną jego wyginięcia było drapieżnictwo szczurów i dzikich kotów. Pośrednią przyczyną było także kolekcjonowanie piór w celu wyrobu kapeluszy przez modystki. Z tej przyczyny ptaki te były masowo odstrzeliwane. Kapelusze takie były szczególnie modne w ówczesnych czasach w Japonii. Z tej również przyczyny nie zachowały się żadne muzealne egzemplarze w japońskich muzeach.